# Hoàng Nhật Mai
Hoàng Nhật Mai (sinh ngày 10 tháng 7 năm 1982 tại Hải Phòng) - là một hoa hậu và diễn viên điện ảnh người Việt Nam. Cô từng đoạt danh hiệu hoa hậu (các thành phố) biển đầu tiên của Việt Nam năm 1999 được tổ chức tại Nha Trang.
Hoàng Nhật Mai cũng liên tục là một trong những đại diện cho thành phố Hải Phòng tham dự các kỳ thi sắc đẹp từ năm 1996. Cô đoạt giải hoa hậu Ảnh Việt Nam năm 1996, tham dự nhưng không lọt vào top 20 Hoa hậu Việt Nam 1998 và lọt vào top 10 và đoạt giải Người có gương mặt khả ái Hoa hậu Việt Nam 2000.

## Tiểu sử
Cô sinh năm 1982 tại Hải Phòng trong một gia đình có truyền thống về âm nhạc. Bố cô là một nghệ sĩ đàn bầu quê ở Hải Dương và là diễn viên của đoàn nghệ thuật Quân khu 3. Từ năm 11 tuổi, Nhật Mai đã tham gia đoàn nghệ thuật này và được cử đi học tại trường Cao đẳng Văn hóa Nghệ thuật Quân đội tại Hà Nội. Chuyên ngành chính của cô tại trường là đàn bầu. Cô ra trường năm 16 tuổi và quay lại đoàn với cấp bậc thiếu úy quân đội Nhân dân Việt Nam. Trong hơn 1 năm hoạt công tác tại đoàn nghệ thuật, Nhật Mai đã có hàng chục chuyến công tác ra vùng sâu, vùng xa, hải đảo, phục vụ công tác văn nghệ cho chiến sĩ và nhân dân.
Hoàng Nhật Mai tham gia đóng trong hai bộ phim: Hà Nội 12 ngày đêm (quay từ 1997-1999, công chiếu 2003) trong vai cô giáo Hiền và phim Ngã ba Đồng Lộc của đạo diễn Lưu Ngọc Ninh.
Từ bỏ vương miện và các hoạt động nghệ thuật, Hoàng Nhật Mai chuyển sang lĩnh vực phóng viên báo điện tử. Mai là một trong những thành viên đầu tiên của VASC Orient - tiền thân của báo điện tử VietNamNet (được cấp phép vào năm 2003). Với vai trò thư ký tòa soạn báo điện tử VietNamNet, Nhật Mai có thời gian phụ trách một số chuyên trang với lượng truy cập lớn như Netmode, Netlife, TintucOnline, v.v...
Năm 2010, quyết định thử sức trong một lĩnh vực mới, Nhật Mai chuyển sang phụ trách kênh truyền hình HDTV VIP của VTC với cương vị giám đốc kênh.
Cô có hai người con và có một đời chồng kéo dài 6 năm, hiện cô là mẹ đơn thân định cư tại Hà Nội Cô hiện đã nối lại quan hệ với chồng cũ và sống hạnh phúc cùng 5 người con, 3 gái và 2 trai.
Cô hiện đang là một người hoạt động trong lĩnh vực tư vấn, huấn luyện về AI. Kênh tiktok Để AI tính của Nhật Mai thu hút nhiều lượt theo dõi.